# Mallerenga de la Xina
La mallerenga de la Xina (Machlolophus spilonotus) és una espècie d'ocell passeriforme que pertany a la família Pàrids pròpia del sud-est d'Àsia.

## Distribució i hàbitat
S'estén des del nord-est del subcontinent indi pel nord del sud-est asiàtic i les muntanyes arribant fins al sud-est de la Xina; distribuït per Bangladesh, Bhutan, el sud de la Xina, Hong Kong, nord-est de l'Índia, Laos, Myanmar, Nepal, Tailàndia i Vietnam.
L'hàbitat natural són els boscos humits subtropicals i boscos humits tropicals de muntanya.

## Taxonomia
La mallerenga de la Xina va ser descrita inicialment per l'ornitòleg i naturalista Charles Lucien Bonaparte el 1850 i la va incloure en el gènere Parus però després que una anàlisi filogenètica molecular publicada el 2013 mostrés que els membres del nou gènere formaven un clade diferent, es va traslladar a Machlolophus.
Es reconeixen quatre subespècies:
- M. s. basileus (Delacour, 1932) - sud d'Indoxina
- M. s. spilonotus (Bonaparte, 1850) - est de Nepal i l'Índia fins al nord i oest de Myanmar i sud-oest de la Xina.
- M. s. subviridis (Blyth, 1855) - nord-est de l'Índia al sud i est de Myanmar, nord de Tailàndia i centre sud de la Xina.
- M. s. rex (David, A, 1874) - sud i sued-est de la Xina fins al centre nord d'Indoxina.